# ローカルニュース動画配信実施局一覧
ローカルニュース動画配信実施局一覧（ローカルニュースどうがはいしんじっしきょくいちらん）は、テレビのローカルニュースをインターネットで動画配信している局をまとめた記事である。本項では文字配信のみ実施の局は非掲載としたことに注意。

## 凡例
- ☆＝土・日曜日も含めて毎日配信（ただし年末年始のみ配信しない局もあり）
- ★＝月 - 金曜日のみ配信（土・日曜日は文字のみによる配信となったり、動画・文字いずれの方式でも配信しない局）
- ■＝ラテ兼営局
- □＝ラジオ局を子会社あるいは関連会社に持つ局

## 実施系列局

### JNN（TBS系列）
※動画配信実施局の中でテレビ単営はATV・TUT・CBC・TYS・ITV（特集コーナーのみ配信）・KUTVのみ、他はすべてラテ兼営局。なお夕方ローカルニュースで放送された特集などの項目はTBSニュースバード」でも一部配信（「MBSニュース」と「CBC中日新聞ニュース」は月 - 金の昼放送分についてもニュースバード正午 - 15時帯で時差配信）。さらにHBC・TBC・SBS・CBC・MBS・RSK・RCC・RKBは、月 - 金夕方放送分のローカルニュース一部項目もTBSニュースバードの20時半台&22時半台「JNN列島ニュース」枠内で時差配信している。
- ■HBC 北海道放送☆→原則として昼（HBCニュース）と夕方の2回（月 - 金は「今日ドキッ!」で、土曜は「報道特集」内17:42頃、日曜は「Nスタ日曜版」内17:44頃の各「HBCニュース」でそれぞれ放送した一部項目を）動画配信（「今日ドキッ!」内ニュース項目は15 - 17時台放送分も動画配信）。日によっては「あさチャン!」内6:04頃・6:38頃・7:40頃、「まるっと!サタデー」内と「日曜朝のJNNニュース」内6:54の各ローカル枠、「NEWS23」内23:45頃、「土日深夜のJNNニュース」内各ローカル枠（HBCスポットニュース）で放送された道内ニュースも動画配信に加わることがある（朝放送分の項目は放送当日の10時以降に動画配信）。
- ATV 青森テレビ☆→昼（ATVニュース）と夕方（月 - 金「わっち!!」。土曜「報道特集」内17:41頃の・日曜「Nスタ日曜版」内17:44頃の「ATVニュース」で放送した項目）の2回（「わっち!!」内ニュース項目は16・17時台放送分も一部動画配信）。年末年始放送分は文字と画像のみで配信。
- ■IBC岩手放送☆→月 - 金は昼と夕方（「ひるおび!JNNニュース」内11:50の「岩手日報IBCニュース」と18:15からの「ニュースエコー」）放送分を、土日は夕方放送分（土曜は「報道特集」内17:41頃の、日曜は「Nスタ日曜版」内17:45の「岩手日報IBCニュース」で放送した）の一部項目をそれぞれ動画配信（ニュースエコーの特集コーナーで放送した項目はYouTube「IBCチャンネル」内でも一部動画配信）。月 - 金午後放送分と緊急ニュースは文字のみで配信（2010年2月8日開始の国内初の携帯ニュース配信「IBCチャネル」でも文字のみで配信）。日によっては月 - 金15:50枠と土日21:54枠の「岩手日報IBCニュース」で放送した項目と、「あさチャン!」内ローカル枠へ臨時設定された「岩手日報スポットニュース」で放送した項目も動画配信に加わることがある（「あさチャン!」内6:05・6:38・7:40のローカル枠、「まるっと!サタデー」内6:54のローカル枠、「日曜朝のJNNニュース」内6:54のローカル枠では通常「岩手県の天気予報」のみを放送しており、台風など大規模災害発生のおそれが出た場合に限り県内ニュースへ臨時差し替え。夜の「JNNフラッシュニュース」も大規模災害発生のおそれが出た場合は県内ニュースに臨時差し替えとなる場合あり）。
- ■TBC 東北放送☆→朝・昼・午後・夕方・深夜の5回動画配信。2017年11月15日よりTBC公式サイト内「宮城のニュース」項がリニューアルされ、当日放送分ニュース項目は本番終了1 - 2時間後に動画配信開始。「ウォッチン!みやぎ」内7:40頃・「ひるおび!JNNニュース」内11:49・土曜6:54&11:54・日曜6:54&11:34（「JNNニュース」内）・月 - 木23:45（「ニュース23」内）、金曜22:54、土曜15:54・日曜13:54・土日21:54各枠の「河北新報ニュース」放送分項目も適宜動画配信されるようになった（楽天デーゲーム中継がある場合、土曜15:54枠と日曜13:54枠の「河北新報ニュース」は休止となる。また「TBC緊急報道特番」で放送された項目も動画配信される場合あり）。
- TUY テレビユー山形★→「ひるおび!JNNニュース」内11:49の「TUYニュース」と「Nスタやまがた」で放送した一部項目をTUY公式サイト内「山形のニュース」項で動画配信。土日・年末年始放送分項目は文字のみで配信。
- TUF テレビユー福島☆→昼と夕方の2回（月 - 金は「ひるおび!JNNニュース」内11:49の「TUFニュース」と「Nスタふくしま」で、土曜は「JNNニュース」内11:54と「報道特集」内17:42の「TUFニュース」で、日曜は「JNNニュース」内11:34と「Nスタ日曜版」内17:45の「TUFニュース」でそれぞれ放送した一部項目をTUF公式サイト「県内ニュース」項とYouTube「TUFチャンネル」内で動画配信。年末年始放送分項目の配信は文字のみ）。「TUFチャンネル」では県内ニュースのみならず「TUF自社制作番組の番宣CM」・「TUF社員募集案内」・「TUF天気カメラが映した福島・郡山・会津若松・いわき4市内ライブ映像」動画も不定期で配信。
- UTY テレビ山梨★→「ひるおび!JNNニュース」内11:49の「UTYニュース」と「スゴろく」18時台で放送した一部項目をUTY公式サイト「山梨のニュース」項で動画配信。月 - 金の昼・午後放送分と土日・年末年始放送分項目は文字のみで配信。
- ■BSN 新潟放送☆→昼（月 - 金「ひるおび!JNNニュース」内11:49、土曜11:54、日曜11:34の「BSN NEWS」）と夕方（月 - 金「「BSN NEWS ゆうなび」、土曜「報道特集」内17:41頃・日曜「Nスタ日曜版」内17:45頃の「BSNニュース」）放送分の一部項目を動画配信。なお文字配信項目は「BSN日報ニュース」と題し、BSN報道部で独自編集した項目に加え新潟日報の協力も得ている。
- ■SBC 信越放送☆→昼（SBCニュース）と夕方（「SBCニュースワイド」で放送した内容）の2回動画配信。早朝・深夜帯放送分と緊急ニュース（SBC緊急報道特番で放送した項目）は文字のみで配信（日によっては朝及び午後帯放送分の項目も動画配信に加わる場合あり。また緊急ニュースは県内分のみならずJNN全国ニュース速報も文字配信）。
- ■SBS 静岡放送☆→昼（静岡新聞ニュース）と夕方（「LIVEしずおか」）放送分の一部項目をSBS公式サイト「県内ニュース」項とYouTube「SBSニュースチャンネル」で動画配信（「LIVEしずおか」内ニュース項目は16・17時台放送分も一部配信）。土日放送分の項目は夕方に（朝・昼・午後放送分の一部項目を含め）一括配信している。
- □CBCテレビ☆→昼（中日新聞ニュース）と夕方の2回（「チャント!」で放送したニュース項目は15 - 17時台放送分も動画配信）・CBC公式サイト「東海3県ニュース」項とYouTube「CBCニュース」チャンネルで動画配信。深夜早朝枠（「ニュース23」内月 - 木23:45頃・金曜深夜24:15、土日深夜「S☆1」内ローカル枠、「THE TIME」内ローカル枠、土日朝JNNニュース内ローカル枠の「中日新聞ニュース」）で放送した項目も当日朝7時半以降に動画配信している。2016年7月6日からはYahoo!ニュースでも動画配信を行っている（「まるっと!サタデー」と「日曜朝のJNNニュース」内6:54の「中日新聞ニュース」と「CBC緊急報道特番」で放送した一部項目も動画配信される場合あり）。なお在名民放TV4局（CBC・東海テレビ・中京テレビ・テレビ愛知）が合同で運営するサイト「Locipo」では月 - 金昼（「ひるおび!JNNニュース」内11:49）のローカルニュースを天気予報も含め全項目動画配信している（ただし当日夕方まで）。
- TUT チューリップテレビ☆→昼（チューリップテレビNEWS）と「ニュース6」で放送した項目（一部）を動画配信。土日・祝日放送分は以前文字のみで配信されていたが、2010年10月2日より土日（昼及び夕方ニュース）放送分も一部ながら動画配信開始。
- ■MRO 北陸放送★→「ひるおび!JNNニュース」内11:49の「MROニュース」と「レオスタ」で放送した一部項目を「ヤフーニュース」にて動画配信（MRO公式サイト内「県内ニュース」項では文字と画像のみで配信）。
- ■MBS 毎日放送☆→JNN系ローカル局の中では動画ニュース配信頻度が最も高く、昼（MBSニュース）・夕方（「ミント!」放送分、特集コーナーで放送した項目は以前は文字と画像のみだったが、2014年6月から特集コーナーも動画配信されている）のみならず深夜帯（月 - 木は「NEWS23」内23:44頃・金曜は24:15からの「MBSニュース」で放送した項目）も動画配信している（土日の朝と深夜の「JNNニュース」ローカル枠で放送した項目は非配信。「あさチャン!」ローカル枠内「MBSスポットニュース」で放送した項目は文字のみで配信）。2015年からはYahoo!ニュースでも、2019年7月からはgooニュースでも動画配信を行っている（「MBS緊急報道特番」で放送した項目も動画配信される場合あり）。
- ■BSS 山陰放送★→「ひるおび!JNNニュース」内11:49の「BSSニュース」と「テレポート山陰」で放送した一部項目をBSS公式サイト「鳥取・島根のニュース」項で動画配信（土日放送分は文字と画像のみで配信）。
- ■RSK山陽放送★→「ひるおび!JNNニュース」内11:49の「RSKニュース」と「RSKイブニングニュース」で放送した一部項目を動画配信。土日放送分項目は文字と画像のみで配信。
- ■RCC 中国放送☆→昼（RCC NEWS）と夕方（月 - 金は「イマナマ!」、土曜は「報道特集」内17:41頃・日曜は「Nスタ日曜版」内17:44頃の各「RCC NEWS」枠で放送した項目）の2回配信（ただし日によってはどちらか一方の配信が休止される場合あり。「イマナマ!」で放送したニュース項目は15 - 17時台放送分も一部配信）。月に一度土曜夕方に放送の「RCCプロジェクト Eタウンスポーツ（16:30 - 17:30）」で放送された特集などの項目も動画配信に加わる場合がある。
- TYS テレビ山口★→「ひるおび!JNNニュース」内11:49の「tysニュース」と夕方の「mix」で放送した一部項目を動画配信。土日・年末年始放送分は文字のみで配信。
- ITV あいテレビ☆→動画配信は夕方放送分の（月 - 金「Nスタえひめ」、土曜「報道特集」内17:42頃の・日曜「Nスタ日曜版」内17:45の「ITVニュース」で放送した）一部項目のみ（朝・昼・深夜放送分は動画・文字配信いずれも非実施）。
- KUTV テレビ高知☆→配信は夕方放送分のみ（月 - 金は「からふる」、土日は「KUTVニュース」で放送した一部項目を動画配信、日によっては文字のみで配信される場合もある）。なおニュース以外の自社制作番組も一部動画配信されている。
- ■RKB毎日放送☆→昼（RKBヘッドライン）と夕方（月 - 金「タダイマ!」、土曜「報道特集」内17:41頃・日曜「Nスタ日曜版」内17:45の「RKBヘッドライン」）放送分をRKB公式サイト「福岡・佐賀のニュース」項とYouTube「RKBニュースチャンネル」で動画配信（「タダイマ!」内ニュース項目は15～17時台放送分も動画配信。ただし日によっては一部項目が文字のみ、または文字と画像のみによる配信となる場合あり）。日によっては「ニュース23」および「THE TIME,」内ローカル枠「RKBスポットニュース」で放送された項目も動画配信に加わる場合がある。
- ■NBC 長崎放送★→月 - 金昼（「ひるおび!JNNニュース」内11:49）の「NBCニュース」と「Pint」18時台で放送した一部項目をNBC公式サイト内「県内ニュース」項で動画配信。土日・年末年始放送分のニュース配信は文字のみ。
- ■RKK 熊本放送☆→昼（「熊日ニュース」）と夕方（平日「夕方Live ゲツキン!」、土曜・日曜「熊日ニュース」で放送した項目）の2回が原則であるが、日によってはどちらか一方の配信が休止される場合がある。動画配信媒体は「YouTube」を用いているが、限定公開にしているため、YouTubeアプリで検索し視聴することはできない。RKKニュースサイトで、個別のニュースのYouTubeでのURLを確認することはできる。
- ■OBS 大分放送☆→動画配信は月 - 金放送分（「ひるおび!JNNニュース」内11:49の「OBSニュース」と夕方の「イブニングプラス」で放送した）一部項目のみ。土日放送分項目は文字のみでの配信を基本とし、動画は不定期で配信。
- ■MRT 宮崎放送☆→昼と夕方の2回（月 - 金は「ひるおび!」内11:49の「MRTニュース」と「Check!」。土曜は「JNNニュース」内11:54と18:50の「MRTニュース」。日曜は「JNNニュース」内11:35と「Nスタ日曜版」内17:45の「MRTニュース」でそれぞれ放送した一部項目を）動画配信。
- ■MBC 南日本放送☆→原則昼（MBCニュース）と夕方（「かごしま4」と「MBCニューズナウ」で放送した分）の2回（文字のみで配信となる項目もあり）。日によっては朝（月 - 金「あさチャン!」内7:38頃の「MBCスポットニュース」）と深夜枠（「かごしま24」）で放送された項目も動画配信に加わる場合あり。なお緊急ニュース・臨時ニュース項目は文字のみで配信。
- ■RBC 琉球放送☆→昼（月 - 金「ひるおび!JNNニュース」内11:49、土曜11:54、日曜11:34の「RBCニュース」と夕方（月 - 金「RBC THE NEWS」、土曜「報道特集」内17:4頃、日曜「Nスタ日曜版」内17:45頃の「RBCニュース」）放送分の一部項目をRBC公式サイト「県内ニュース」項とYouTube「RBCニュースチャンネル」で動画配信。年末年始（12/29 - 1/3）は動画・文字配信いずれもなし。

### NNN（日本テレビ系列）
・夕方ローカルニュースで放送された特集などの項目は日テレNEWS24及び月 - 金22時からのBS日テレ「深層NEWS」でも一部配信（「STVニュース」・「TVIニュース」・「MMTニュース」・「FCTニュース」・「中京テレビストレイトニュース」・「ytvニュース」・「FBSニュース」については、月 - 金の昼放送分も日テレNEWS24「ごごいちニュース」内で時差配信。加えて19時半台には月 - 金夕方放送分の岩手・宮城・福島3県ローカルニュース一部項目も時差配信。また「深層NEWS」は月 - 金24時より日テレNEWS24で再放送）。

・（日本テレビ報道局及び日テレNEWS24が運営する）NNN動画ニュース配信サイトには「各県のニュース」というタブ（プルダウンメニュー）が設けられており、全国ニュースのみならず47都道府県全ての（NNN各局）ローカルニュースも直接引き出せるようになっている（各ローカルニュース項目の文末には該当都道府県にある取材担当NNN系列局をカッコ付きで表記。なお宮崎・沖縄両県のローカルニュースはNNNニュースサイト「各県のニュース」項での動画&文字配信非実施（NNNにも加盟しているテレビ宮崎（UMK）はFNNへの配信を優先、沖縄はNNN系列局がないため））。

・NNN各局は日テレHP内「NNNニュースサイト・各都道府県ニュース」項へのローカルニュース動画配信統合を進め、2020年7月までに加盟全局がローカルニュース動画配信媒体をNNNニュースサイトへ一本化した。
- □STV 札幌テレビ☆→原則として昼（「NNNストレイトニュース」内『STVニュース』）と夕方（月 - 金は『どさんこワイド』18時台で、土曜は「news every.サタデー」内17:20の、日曜は「真相報道 バンキシャ!」内18:52頃の「STVスポットニュース」枠で）放送した一部項目をNNNニュースサイト内「北海道のニュース」項にて動画配信。
- ■RAB 青森放送☆→昼（『東奥日報ニュース』）と夕方（月 - 金『RABニュースレーダー』、土曜17:20・日曜「真相報道 バンキシャ!」内18:52の「東奥日報ニュース」）放送分の一部項目をNNNニュースサイト内「青森のニュース」項にて動画配信（土日放送分は文字のみで配信。年末年始は動画・文字配信いずれもなし）。
- □TVI テレビ岩手☆→昼（『TVIニュース』）と『ニュースプラス1いわて』で放送した項目をNNNニュースサイト内「岩手のニュース」項にて動画配信。
- MMT ミヤギテレビ<ミヤテレ>★→昼（『ミヤギテレビストレイトニュース』）と『OH!バンデス』18時台で放送した項目をNNNニュースサイト内「宮城のニュース」項にて動画配信。
- ■ABS 秋田放送★→昼（11:40）の「さきがけニュース」と「ABS news every.」で放送した一部項目を「NNN NEWS」サイト内「秋田のニュース」項にて動画配信（土日・年末年始放送分は文字のみ）。
- ■YBC 山形放送☆→昼（『YBCニュース』）と夕方（月 - 金『YBC news every.』、土曜は17:20・日曜は17:10と「真相報道 バンキシャ!」内18:52頃の『YBCニュース』）で放送した一部項目をNNNニュースサイト「山形のニュース」項で配信。
- FCT 福島中央テレビ★→昼の『FCTニュース』と『ゴジてれChu!』で放送した一部項目をNNNニュースサイト「福島のニュース」項にて動画配信（『ゴジてれChu!』放送分のニュース項目は15・16時台分も一部配信）。ただし土・日・祝日・年末年始は文字と画像のみで配信（平日でも文字或いは文字と画像のみによる配信となる場合あり）。
- ■YBS 山梨放送☆→昼（「YBSニュース」）と夕方（月 - 金「YBSワイドニュース」、土曜「YBSニュース」、日曜「山梨スピリッツ」）で放送した一部項目をNNNニュースサイト「山梨のニュース」項にて動画配信。
- TeNY テレビ新潟☆→昼（TeNYニュース）と『新潟一番NEWS』で放送した一部項目をNNNニュースサイト内「新潟のニュース」項にて動画配信。
- TSB テレビ信州☆→昼（TSBニュース）と『TSB NEWS 報道ゲンバ』で放送した項目（一部）を動画配信。
- SDT 静岡第一テレビ★→『news every.しずおか』で放送した一部項目をNNNニュースサイト「静岡のニュース」項にて動画配信。定時ニュース「SDTニュース」で放送した項目（月 - 金昼と土日）は文字のみで配信。
- ■KNB 北日本放送☆→昼（『KNBニュース』）と夕方（『KNB news every.』で放送した項目）の2回（月 - 金夕方放送分では特集コーナーで放送した項目も併せて）、NNNニュースサイト「富山のニュース」項で動画配信。月 - 土は15:50の「KNBニュース」で放送した項目も動画配信。日によっては20:54の「KNBニューススポット」で放送した項目も動画配信に加わる場合があり、NNN系ローカル局の中では動画ニュース配信頻度が最も高い（ただし早朝・深夜帯に放送した項目は文字のみで配信）。
- KTK テレビ金沢☆→『となりのテレ金ちゃん』（金曜日は『花のテレ金ちゃん』）で放送した項目をNNNニュースサイト内「石川のニュース」項にて配信。また、土日は『北國新聞ニュース』や『テレビ金沢news every.サタデー』（土曜日）で放送した項目を配信。昼の「KTKニュース」放送分は文字のみで配信。
- ■FBC 福井放送★→『おじゃまっテレ ワイド&ニュース』で放送した一部項目をNNNニュースサイト「福井のニュース」項で動画配信（基本的に18時台放送分の一部のみ）。土・日曜日・年末年始放送分は文字と画像のみによる配信。なお曜日によっては昼（11:40）の『FBCニュース』で放送された項目も動画配信に加わることがある。
- CTV 中京テレビ☆→昼（『中京テレビストレイトニュース』）と『キャッチ!』で放送した項目をNNNニュースサイト「愛知・岐阜・三重のニュース」項にて配信。ただし、特集コーナーで放送した項目は文字と画像のみで配信。
- ytv 読売テレビ☆→朝（朝生ワイド す・またん!）・昼（ストレイトニュース）と『かんさい情報ネットten.』で放送した項目（一部）をNNNニュースサイト「近畿各府県のニュース」項にて動画配信。日によっては深夜に放送したニュースも動画配信する（主に平日）。2018年7月からはYahoo!ニュースでも、2019年10月からはYouTubeでも動画配信を行っている。
- NKT 日本海テレビ★→昼（「NKTニュース」）放送分と『ニュースevery日本海』で放送した項目（一部）をNNNニュースサイト「鳥取・島根のニュース」項にて動画配信。
- HTV 広島テレビ☆→昼（広島テレビNEWS）と『テレビ派』で放送した一部項目をNNNニュースサイト「広島のニュース」項にて動画配信。
- ■KRY 山口放送★→昼の『KRYニュース』と夕方の『KRYニュースライブ』で放送した一部項目をNNNニュースサイト内「山口のニュース」項で動画配信（土・日放送分項目は文字のみ）。
- ■JRT 四国放送☆→原則夕方放送分（月 - 金『フォーカス徳島』18時台、土曜17:20・日曜17:25の『徳島新聞ニュース』で各々放送された分）のみを「NNN NEWS」サイト内「徳島のニュース」項にて動画配信（日によっては月 - 金11:40の「徳島新聞ニュース」で放送されたニュース項目が動画配信に加わることもある）。
- ■RNC 西日本放送★→昼（11:38）の『四国新聞ニュース』と『RNC news every.』18時台で放送した一部項目をNNNニュースサイト内「香川・岡山のニュース」項にて動画配信（土日祝・年末年始放送分項目は文字のみ）。
- ■RNB 南海放送★「NEWS チャンネル4」18時台で放送した一部項目を「NNN NEWS」サイト内「愛媛のニュース」項にて動画配信（月 - 金の昼・夜と土・日の「なんかいNEWS」で放送した項目は文字のみで配信）。
- ■RKC 高知放送★ 昼11:38の「高知新聞ニュース」と夕方の「eye+スーパー」・「こうちeye」で放送した一部項目をNNNニュースサイト「高知のニュース」項にて動画配信（土日・年末年始放送分項目は文字のみ）、
- FBS 福岡放送☆→昼（『FBS NEWS』）と『めんたいワイド』で放送した一部項目をNNNニュースサイト「福岡・佐賀のニュース」項にて配信。
- NIB 長崎国際テレビ☆→昼の『NNNストレイトニュース』と夕方の『NIB news every.』で放送した一部項目をNNNニュースサイト「長崎のニュース」項にて動画配信。
- KKT くまもと県民テレビ☆→昼の『KKTニュース』と夕方（月 - 金「テレビタミンNEWS every.」、土曜17:20・日曜18:45の「KKTニュース」で）放送分の一部項目をNNNニュースサイト「熊本のニュース」項にて動画配信。
- KYT 鹿児島読売テレビ★→『KYT news every.』で放送した項目をNNNニュースサイト「鹿児島のニュース」項にて動画配信。

### FNN（フジテレビ系列）
動画配信は各局の公式サイトやFNNのニュースサイト「FNNプライムオンライン」などで行われている。
- UHB 北海道文化放送☆→昼（FNN Live News days）、夕方（みんテレ）の放送分を配信。一部はYouTubeの同社公式チャンネル、2016年9月7日からYahoo!ニュースでも配信を実施。
- mit 岩手めんこいテレビ☆→昼（FNN Live News days）、夕方（mit Live News）の放送分を配信。
- OX 仙台放送☆→昼（FNN Live News days）、夕方（仙台放送 Live News it!）の放送分を配信。
- AKT 秋田テレビ→☆昼（FNN Live News days）、夕方（Live News あきた）の放送分を配信。
- SAY さくらんぼテレビ☆→夕方（さくらんぼテレビ Live News）の放送分を配信。
- FTV 福島テレビ☆→昼（FNN Live News days）、夕方（FTVテレポートプラス）の放送分を配信。一部はYouTubeの同社公式チャンネルでも配信を実施。
- NBS 長野放送☆→昼（FNN Live News days）、夕方（NBSみんなの信州）の放送分を配信。
- SUT テレビ静岡☆→昼（FNN Live News days）、夕方（ただいま!テレビ）の放送分を配信。
- BBT 富山テレビ☆→昼（FNN Live News days）、夕方（ライブBBT）の放送分を配信。
- ITC 石川テレビ☆→昼（FNN Live News days）、夕方（石川さん Live News it!）の放送分を配信。
- □THK 東海テレビ☆→昼（FNN Live News days）、夕方（ニュースOne）の放送分を配信。
- KTV 関西テレビ☆→昼（FNN Live News days）、夕方（報道ランナー）など各時間帯の放送分を配信。2016年6月からはYahoo!ニュース、2019年7月からはgooニュースでも配信を実施。なお、2020年度から「報道ランナー」を配信する場合、音声を差し替えることがある（その場合、ニュース読みにはテロップを挿入する）
- TSK 山陰中央テレビ☆→昼（FNN Live News days）、夕方（TSK Live News it!）の放送分を配信。
- OHK 岡山放送☆→昼（FNN Live News days）、夕方（OHK Live News）の放送分を配信。2020年6月からはYahoo!ニュースでも配信を実施。
- TSS テレビ新広島☆→昼（FNN TSS Live News days）、夕方（TSSプライムニュース）の放送分を配信。
- EBC テレビ愛媛☆→昼（FNN Live News days）、夕方（EBC Live News）の放送分を配信。
- KSS 高知さんさんテレビ☆→夕方（プライムこうち）の放送分を配信。
- TNC テレビ西日本☆→昼（FNN Live News days）、夕方（ももち浜S 特報ライブ）の放送分を配信。一部はYouTubeの同社公式チャンネルでも配信を実施。
- STS サガテレビ☆→昼（FNN・SAGATV Live News days）、夕方（かちかちPress）の放送分を配信。
- KTN テレビ長崎☆→昼（KTN Live News days）、夕方（KTN Live News it!）の放送分を配信。
- TKU テレビ熊本☆→昼（FNN Live News days）、夕方（TKU Live News）の放送分を配信。
- TOS テレビ大分★→夕方（ゆ〜わくワイド&News）の放送分を配信。
- UMK テレビ宮崎☆→昼（ANNニュース）、夕方（UMKスーパーニュース）の放送分を配信。
- KTS 鹿児島テレビ☆→昼（FNN Live News days）、夕方（KTS Live News）の放送分を配信。
- OTV 沖縄テレビ☆→昼（FNN Live News days）、夕方（OTV Live News it!）の放送分を配信。

### ANN（テレビ朝日系列）
- HTB 北海道テレビ放送☆昼（HTBニュース）と「イチオシ!!」18時台で放送した項目をYouTube「HTBニュースチャンネル」で配信。
- ABA 青森朝日放送☆昼（ABAニュース）と「スーパーJチャンネルABA」で放送した項目を配信（ただし土日放送分=夕方放送分のみの動画配信開始は翌週月曜）。
- IAT 岩手朝日テレビ★→「スーパーJチャンネルいわて」で放送した一部項目を動画配信。月 - 金昼と土日放送分項目は動画・文字配信いずれも無し。
- KHB 東日本放送★昼（KHBニュース）と「チャージ!」で放送した一部項目を配信。
- AAB 秋田朝日放送☆→動画配信は夕方放送分の一部（月 - 金は「トレタテ!」、土日は「スーパーJチャンネル週末版」内17:48頃の「AABニュース」で放送した）項目のみ（昼と土日祝放送分項目は文字のみで配信）。
- YTS 山形テレビ★昼の「YTSニュース」と「スーパーJチャンネルYTSゴジダス」18時台で放送した項目を動画配信（一部のみ、また昼放送分は毎日必ず動画配信されるとは限らず、日によっては夕方放送分のみの配信となる場合あり）。土・日放送分は文字のみで配信。
- KFB 福島放送★→昼の「KFBニュース」と「シェア!」で放送した一部項目を動画配信（土日放送分は文字と画像のみで配信）。
- UX 新潟テレビ21★→「スーパーJにいがた」で放送した一部項目を動画配信（昼・土日・年末年始放送分項目は文字のみで配信）。
- ABN 長野朝日放送★→「abnステーション」で放送した一部項目を動画配信（昼・土日・年末年始放送分項目は文字のみで配信）。
- SATV静岡朝日テレビ☆→「SATVニュース」と「とびっきり!しずおか」で放送した項目をYouTube、Yahoo!ニュースの他自社サイト『Look』で動画配信。
- NBN 名古屋テレビ★昼（メ～テレニュース）と「UP!」で放送した項目を配信。
- HAB 北陸朝日放送（不定期）昼（HABニューススカッシュ）と「HABスーパーJチャンネル」で放送した項目（一部）をYouTube「HABチャンネル」にて配信。ただし、現在でもテキストのみの配信が大半である。
- □ABC 朝日放送テレビ☆→昼（ABCニュース）と夕方（「キャスト」で放送した項目、特集コーナーの項目は文字と画像のみで配信）のみならず深夜帯（24時あるいは25時台。2022年4月廃止）の定時ニュースで放送した項目も配信しており、ANN系列局の中では配信頻度が最も高い。2017年5月17日から、Yahoo!ニュースでも動画配信、2020年10月からYouTube「ABCテレビニュース」で特集動画を配信している。
- HOME 広島ホームテレビ★→「みみよりライブ 5up!」で放送した一部項目を配信。昼（HOMEニュース）で放送した項目も配信されることがある。
- YAB 山口朝日放送★→「Jチャンやまぐち」で放送した一部項目を動画配信（昼・土日・年末年始放送分は文字のみで配信）。
- KSB 瀬戸内海放送☆→昼（ANNニュース）と「News Park KSB」で放送した項目をYouTube公式チャンネル、Yahoo!ニュースにて配信。
- ■KBC 九州朝日放送☆→昼（KBCニュース）と夕方（月 - 金は「シリタカ!」、土日は「スーパーJチャンネル週末版」内17:48頃の「KBCニュース」）放送分の一部項目を動画配信。
- NCC 長崎文化放送★→「NCCスーパーJチャンネル長崎」で放送した一部項目を動画配信（昼・土日・年末年始放送分は文字のみで配信）。
- KAB 熊本朝日放送★→「くまパワJ」で放送した内容のみ配信。昼と土・日曜日は文字のみ。
- OAB 大分朝日放送★→「じもっと!OITA」で放送した一部項目を動画配信（昼・土日・年末年始放送分は文字のみで配信）。
- KKB 鹿児島放送★→「Jチャン+」の内容から3件のみの配信。
- QAB 琉球朝日放送★昼（QABニュース）と「Qプラス」で放送した項目（一部のみ）を配信。2017年5月17日からは、Yahoo!ニュースでも動画配信を行っている。

### TXN（テレビ東京系列）
- TVA テレビ愛知（不定期）→夕方の「ゆうがたサテライト」(テレビ愛知ローカル部分)で放送した項目の一部を配信。
- TSC テレビせとうち★→夕方の『TSCnews5』で放送した項目を配信。山陽新聞のニュースサイト「山陽新聞デジタル」内の番組ダイジェストにおいて配信される。
- TVO テレビ大阪★→夕方の『やさしいニュース』で放送した項目を2020年からテレビ大阪公式サイトとYahoo!ニュースで配信。

### 独立放送局
- MXTV 東京メトロポリタンテレビジョン☆（夕方18:00 - の『TOKYO MX NEWS』で放送した項目を配信、またYouTubeにも同一のニュースを配信）
- tvk テレビ神奈川★（昼の『猫のひたいほどワイド」内のニュースおよび平日18:00 - の『tvkニュース』（金曜のみ『tvk NEWSハーバー』）から1日3項目配信、10項目加わると一番古いニュースから削除される形式、2012年9月までは1日1項目のみ配信、5項目以上加わると一番古いニュースから削除される形だった。Yahoo!ニュースで動画配信も行っている。）
- TVS テレビ埼玉★（『ニュース545』で放送した項目の一部を配信。テレビ埼玉ホームページは文字のみでYahoo!ニュースにて動画配信を行っている。）
- CTC 千葉テレビ（『NEWSチバ』で放送した項目の一部をYahoo!ニュースにて動画配信を行っている。）
- GTV 群馬テレビ★（平日20:00 - の『ニュースeye8』で放送した項目の一部をYouTubeで配信。）
- GYT とちぎテレビ☆（平日17:59 - の『イブニング6Plus』、平日21:00 - の『とちテレニュース LIFE』、土曜・日曜18:00 - の『イブニング6サタデー・サンデー』で放送した項目の一部を配信。）
- BBC びわ湖放送★（平日夕方の『キラリん滋賀』内のニュースを、びわ湖放送ホームページは文字のみでYahoo!ニュースにて2017年9月上旬から動画配信を行っている。）
- TVN 奈良テレビ放送★（平日17:58 - の『ゆうドキッ!』で放送した項目の一部を配信。2017年3月15日からは、Yahoo!ニュースでも動画配信を行っている。）
- SUN サンテレビジョン☆（『SUN-TVニュース』と『NEWS×情報 キャッチ+』・『ニュースSUNデー』で放送した項目の一部を2018年2月からYouTubeで配信（『NEWS×情報 キャッチ+』はYouTubeでライブ配信も実施）。同年6月20日からは、Yahoo!ニュースでも同一のニュースの動画配信を行っている）

### ケーブルテレビ
- CNA 秋田ケーブルテレビ☆（秋田県秋田市。2017年からYahoo!ニュースで動画配信）
- 中海テレビ放送☆（鳥取県米子市。『コムコムスタジオ 中海テレビニュース』で放送した項目の一部を2018年2月7日からYahoo!ニュースで動画配信開始）

### NHK
2013年3月までに全国の地方局において実施。
北海道は「北海道のニュース」として、札幌局から全道の動画が配信されている。また、関東地方において、テレビの県域放送がないさいたま局・千葉局・横浜局エリアの動画も首都圏放送センターから配信されている。
大阪府以外の近畿地方（京都局・神戸局・奈良局・和歌山局・大津局）については、土・日曜日・祝日などは大阪局からの放送となるため動画配信はなく文字のみの配信となっていたが、2018年度から一部の項目で大阪局の動画を配信するようになった。

## 全国ニュース
※首都圏のローカルニュースはこちらで配信（上記の独立局、NHKでも閲覧可能）。いずれも随時配信される。
- NHK NEWS WEB
- TBS NEWS DIG（JNN・TBS系列） 
  - ニュース動画配信の草分け。2017年3月までは「JNN News i」、2017年4月から2022年4月17日までは「TBS NEWS」という名称を使用していた。「YouTube」と「Flash Player」の2媒体を用いて動画配信しており、PC以外の端末からは「YouTube」内「TBS NEWS」チャンネルでのみ視聴可能。なお「YouTube」での配信は2015年10月21日をもって一旦終了し、後継として「Yahoo!ニュース」での配信を開始している。2018年秋よりYouTubeでの配信を再開した。
  - 昼の「JNNニュース」・「TBSニュースバード昼ニュース」、夕方の「Nスタ」（土曜は「報道特集」17:30 - 17:45枠のニュース）・「TBSニュースバード夜ニュース」、夜の「ニュース23」はTBS公式サイト内「TBS NEWS」でもダイジェスト版として動画配信している（月 - 金昼の「ひるおび!JNNニュース」は11:30 - 11:44枠の前半部のみダイジェスト動画配信し、後半の「フラッシュニュース」部と関東ローカル部は「TBS News i」各項目にて配信。月 - 金夕方の「Nスタ」は17:50 - 18:15枠の第3部のみダイジェスト動画配信。土日の「昼JNNニュース」・「報道特集」・「Nスタ日曜版」で放送した項目は関東ローカルニュース部分も含めダイジェスト配信）。
  - 「はやドキ」及び「あさチャン!」内ニュース、「グッとラック!」内9:40頃のニュース、「ひるおび!」内13:40頃のニュース、「ゴゴスマ（CBCテレビ制作）」内14:40頃のニュース=「ゴゴスマ」が流れている地域（CBC・TBS・HBC・IBC・TBC・BSN・TUT・SBS・BSS・TYS・ITV・KUTV・OBS・RKK・MBC）でのみ放送。制作局CBCが特番放送のため番組自体を休止、及びTBSが特番放送のため番組レギュラー放送を休止した場合は「ゴゴスマ」内ニュースコーナー休止。「Nスタ」月 - 金15・16・17時台（16:16頃の「Nスタ4」・17:09頃の「515ニュース」・17:44頃の「注目545」項目）と関東ローカル枠（18:48頃の「650ニュース」項目）、「まるっと!サタデー」内6:45のニュース、土日午後（土曜14:54・15:24・15:54・16:24いずれか、日曜13:57）と年末年始午後の「TBSニュース（関東ローカル）」、夜の「JNNフラッシュニュース（月20:57、火・金・日20:54、水・木21:57）」、「まるっと!サタデー」内6:45のニュース、「新・情報7Daysニュースキャスター」内23:10頃のニュース、「S☆1」内（土曜深夜24:50頃・日曜深夜24:45頃の）ニュースで放送した各項目は「TBS News i」内で配信。JNN緊急報道特番（Nスタスペシャルも含む）・緊急ニュース・記者会見はYouTubeでのライブ配信も実施している。
- 日テレNEWS NNN（NNN・日本テレビ系列）
  - YouTube「日テレNEWS24チャンネル」・「Flash Player」・「Windows Media Player」・「Yahoo!ニュース」にて動画配信。
- FNN.jpプライムオンライン（FNN・フジテレビ系列）
  - 2018年4月2日より、前身のニュースサイト「FNN-News.com」とオンラインメディアのホウドウキョクを統合展開する形で開設。プライムオンラインでは放送局別ページ（フジテレビを除く）が設けられており、一部系列局の動画配信が実施されている。
  - 「YouTube」でも配信している。2015年8月末をもって一旦通常ニュースの配信を終了したものの、2019年10月より再開している。
  - 前身の「FNN-News.com」では「ローカルTime 被災地発...」として、東日本大震災の被災地である岩手県（mit）・宮城県（OX）・福島県（FTV）のニュース動画を配信していた。現在はプライムオンラインの放送局別ページにて配信されている。
- テレ朝news（ANN・テレビ朝日系列）
  - ABEMAのAbemaNewsで配信されたニュース映像が配信されることもある。
  - 「報道ステーション」内のニュースについては、以前は配信されていなかったが、2016年4月以降は一部のニュース映像が配信されている（その場合、かつては記事タイトルに「【報ステ】」が付いていた）。2018年秋頃よりYouTubeでも配信開始。2022年頃より、BS朝日「日曜スクープ」の一部も配信している（その場合、記事タイトルに「【日曜スクープ】」が付く）
- Yahoo!ニュース（Yahoo! JAPAN） - JNN、NNN、FNN、ANN（2011年10月から）の4系列動画ニュースと、前述の一部の地方局の動画ニュースが閲覧可能（動画配信媒体は「Flash Player」を使用）。
- MSNニュース（MSN） - NNNのニュースが閲覧可能（動画配信媒体は「Flash Player」を使用）。かつてはANN、日経CNBCのニュースも配信していたが、2018年頃に配信を終了した。
- gooニュース（goo） - NNN、毎日放送、関西テレビ（いずれも2019年7月より）、メ～テレ（2020年3月23日より）、広島ホームテレビ、UMKテレビ宮崎、QAB琉球朝日放送（いずれも2020年より）のニュースが閲覧可能。かつてはJNNニュースが閲覧可能であったが、2018年頃に配信を終了した。（いずれも動画配信媒体は「Flash Player」を使用）。

## 備考
- 2000年代後半よりはニュース動画配信媒体を（従来の「Windows Media Player」・「Quick Time Player」・「Real Player」・「Flash Player」から）「YouTube」へ移行させる局及び系列が増えており、YouTube配信を行っている局・系列ではPC以外の端末（スマートフォン・タブレット端末・ネット機能を内蔵した薄型テレビ&BDレコーダーなど）からでも動画ニュースを視聴可能（但し視聴には事前にPC版YouTubeサイトでのアカウント登録が必要）。
- 現在（関東ローカル部分を含む）全国ニュースではTBS系列（「TBS NEWS」）・テレビ朝日系列（「ANN News」）・フジテレビ系列（「FNNプライムオンライン」）が、ローカルニュースではHTB・UHB・TUF・FTV・MXTV・SBS・MBS・ytv・SUN・TVN・RKB・NBC・RBCの13局がそれぞれYouTubeによるニュースチャンネルを開設している。